# 胡祠文昌阁
胡祠文昌阁，位于安徽绩溪县县城华阳镇北门外县委党校内，原为胡氏宗祠的一部分。祠堂始建于明隆庆已巳（1569年），清代重建，已毁，仅存文昌阁和石狮狻猊一对，石雕栏板八块、望柱十根。栏板雕刻松鹤延年、喜鹊闹梅等画面。文昌阁用于存放谱牒，并供奉文昌帝君，面阔、进深各三间。
1986年，胡祠文昌阁公布为绩溪县文物保护单位。2016年公布为宣城市文物保护单位。2019年3月28日，胡祠文昌阁公布为第八批安徽省文物保护单位。